# Eulerova charakteristika
Eulerova charakteristika je v matematice celé číslo, které charakterizuje nějaký topologický prostor, geometrický útvar, graf, mnohostěn a podobně. Toto číslo je topologický a dokonce i homotopický invariant.

## Definice
Historicky nejstarší definice Eulerovy charakteristiky nějakého mnohostěnu je výraz
Eulerova charakteristika {\displaystyle \chi } je počet vrcholů minus počet hran plus počet stěn.
Pro konvexní mnohostěny v třírozměrném Euklidově prostoru je toto číslo vždy 2.
Obecně se definuje Eulerova charakteristika nějakého topologického prostoru X vztahem
{\displaystyle \chi (X)=\sum _{i}(-1)^{i}\mathrm {rank} (H_{i}(X))}
kde {\displaystyle H_{i}(X)} je i-tá homologická grupa prostoru X.

## Příklady
Sféra sudé dimenze má Eulerovu charakteristiku 2, sféra liché dimenze 0.
Torus a Kleinova láhev mají Eulerovu charakteristiku 0.
Reálná projektivní rovina má Eulerovu charakteristiku 1.